# Chialingosaurus
Chialingosaurus is een monotypisch geslacht van uitgestorven plantenetende ornithischische dinosauriërs, behorend tot de Stegosauria, dat tijdens het Laat-Jura leefde in het gebied van het huidige China.

## Vondst en naamgeving
In 1957 onderzocht de geoloog Kuan Yaowu of Guan Yao-Wu, op zoek naar aardolie, de middenloop van de rivier de Chialing in het Sechuanbassin in Sechuan. Daarbij ontdekte hij bij het dorp Pinganxiang nabij Taipingstai in het district Yongxing, prefectuur Quxian, de resten van een stegosauriër.
In 1959 benoemde en beschreef Yang Zhongjian de typesoort Chialingosaurus kuani. De geslachtsnaam verwijst naar de Chialing. De soortaanduiding eert Kuan. Het was de eerste stegosauriër die in China gevonden en benoemd was.
Het holotype IVPP 2300 is gevonden in een laag van de bovenste Shaximiaoformatie die dateert uit het Oxfordien-Kimmeridgien en ongeveer 157 miljoen jaar oud is. Het bestaat uit een gedeeltelijk skelet zonder schedel. Bewaard zijn gebleven: zes wervels, de onderkant van beide ravenbeksbeenderen, beide opperarmbeenderen, een rechterspaakbeen en drie stekels.
In november 1978 werd op dezelfde locatie aanvullend materiaal gevonden door ingenieur Wang Angui. Dat werd daarop opgegraven door Zhou Shiwu. Een tweede exemplaar kon zo aan de soort worden toegewezen: specimen CV 202 omvattende een achterdeel van een schedel, een stuk voorste rechteronderkaak, elf wervels, een schouderblad, een onderarm, een onderbeen en vier beenplaten. Zowel het holotype als CV 202 betreffen onvolwassen dieren; volgens Zhou is het zelfs maar één dier omdat het materiaal aan een enkel individu toebehoort. Honderd meter van de oorspronkelijke vindplaat verwijderd werd nog een derde specimen aan getroffen: CV 203, dat werd aangewezen als paratype. Dit bestaat uit twee halswervels, zes ruggenwervels, vijf staartwervels, een achterblad van een darmbeen en een linkerdijbeen. In 2006 bleek het grootste deel van de drie specimina zoek.
In 1999 vermeldden Li Kui, Zhang Yuguang en Cai Kaiji een tweede soort: Chialingosaurus guangyuanensis. Deze zou echter nooit beschreven worden en een nomen nudum blijven.

## Beschrijving
Volgens Yang was Chialingosaurus een opvallend lichtgebouwde stegosauriër. Meestal wordt een lichaamslengte gegeven van vier meter. Gecombineerd met de lichte bouw zou dit een gewicht opleveren van ongeveer een halve ton. Wat de omvang zou zijn geweest van een volwassen dier, is onduidelijk.
Dong Zhiming gaf een diagnose van de kenmerken. Het gaat om een middelgrote lichtgebouwde soort. De schedel is relatief hoog en nauw. In de schedel staat het quadratum verticaal. De tanden staan in een enkele rij, overlappen elkaar niet en zijn gering in getal. De onderkaak is dik en hoog. Het dijbeen is relatief lang, met 162% van de lengte van het opperarmbeen. De schacht van het dijbeen is lang en recht zonder vierde trochanter. De beenplaten zijn tamelijk klein.
Het probleem met de diagnose is dat zij wel typische maar nauwelijks onderscheidende kenmerken gaf. De erin vermeldde kenmerken worden gedeeld met andere stegosauriërs. Dong gaf een kenmerk waarin de soort van Tuojinagosaurus afweek; het basioccipitale van het onderste achterhoofd is plat in plaats van drie lengtegroeven te bezitten. In 1990 gaf Peter Malcom Galton één enkel uniek kenmerk, autapomorfie: bij het dijbeen is bovenaan de trochanter minor driehoekig met een brede basis. In 2008 stelde Susannah Maidment zelfs dat Chialingosaurus geen enkele onderscheidende eigenschap bezat en dus een nomen dubium was.
Van de schedel van Chialingosaurus is weinig bekend; stegosauriërschedels worden überhaupt weinig gevonden. Het quadratum heeft geen foramen paraquadraticum, een grote tussenruimte met het quadratojugale. De tak ervan naar het pterygoïde heeft een uitholling. Of de tanden elkaar werkelijk niet overlappen is onzeker: in het bewaarde stuk dentarium staan maar drie tanden en die zijn gescheiden door lege tandkassen. De maxillaire tanden van het bovenkaaksbeen hebben een verdikking aan hun basis, een cingulum.
De lichte bouw van Chialingosaurus is slechts relatief. Hoewel opperarmbeen en ellepijp slank zijn, is het ravenbeksbeen robuust. De twee krachtige achterpoten droegen het leeuwendeel van het lichaamsgewicht. De wervels hebben hoge wervelbogen. De zijuitsteeksels van de wervels van de staartbasis zijn zijwaarts gericht. Deze wervels hebben korte doornuitsteeksels met een niet-verbrede bovenkant. Bij het opperarmbeen bevindt zich de top van de deltopectorale kam op zevenendertig procent van de schachtlengte van de bovenkant gemeten. Het ondereinde van het opperarmbeen is verbreed tot zevenendertig procent van de schachtlengte. Hoewel Dong aangaf dat er geen vierde trochanter was op het dijbeen, is in werkelijkheid toch een lage, zelfs iets afhangende, richel aanwezig.
Yang modelleerde Chialingosaurus naar het beeld van Kentrosaurus, de enige kleine stegosauriër waarover hij goede informatie had. Omdat er bij Chialingosaurus een kleine plaat gevonden was en bases van stekels ging hij ervan uit dat van de hals af tot het midden van de rug zich twee rijen kleine beenplaten bevonden, die met een hoornlaag waren bedekt. Vanaf het midden van de rug tot het staarteinde bevond zich dan een dubbele rij stekels. Of de osteodermen, huidverbeningen, werkelijk zo waren ingedeeld, is onbekend. Wellicht waren beide schouderbladen ook bezet met stekels ter verdediging tegen flankaanvallen van carnivoren.

## Fylogenie
Yang plaatste Chialingosaurus in de Stegosauridae, meer bepaaldelijk de Stegosaurinae. Volgens Dong had het dier een basale positie maar dit kan het gevolg zijn van de jonge leeftijd van de exemplaren: bij jonge dieren zijn de afgeleide eigenschappen vaak nog niet goed tot ontwikkeling gekomen. Een cladistische analyse van Galton uit 2004 vond het dier inderdaad dicht bij Kentrosaurus in de stamboom en in een vrij afgeleide positie. Als nomen dubium krijgt de soort echter de laatste jaren weinig aandacht.

## Levenswijze
De Shaximiao was dicht bebost, warm en vochtig met meren en rivieren. Chialingosaurus deelde zijn leefgebied met vele sauropoden zoals de langnekkige Mamenchisaurus. Vermoedelijk voedde hij zich met lagere plantenlagen. De stekels konden dienen als verdediging tegen Sinraptor en Yangchuanosaurus. In de bovenste Shaximiaoformatie kwamen nog twee stegosauriërs voor: Tuojiangosaurus en Gigantspinosaurus. Of ze precies in dezelfde tijd leefden en zo ja, hoe dan de nicheverdeling was, is onzeker.